# Jiří Polívka

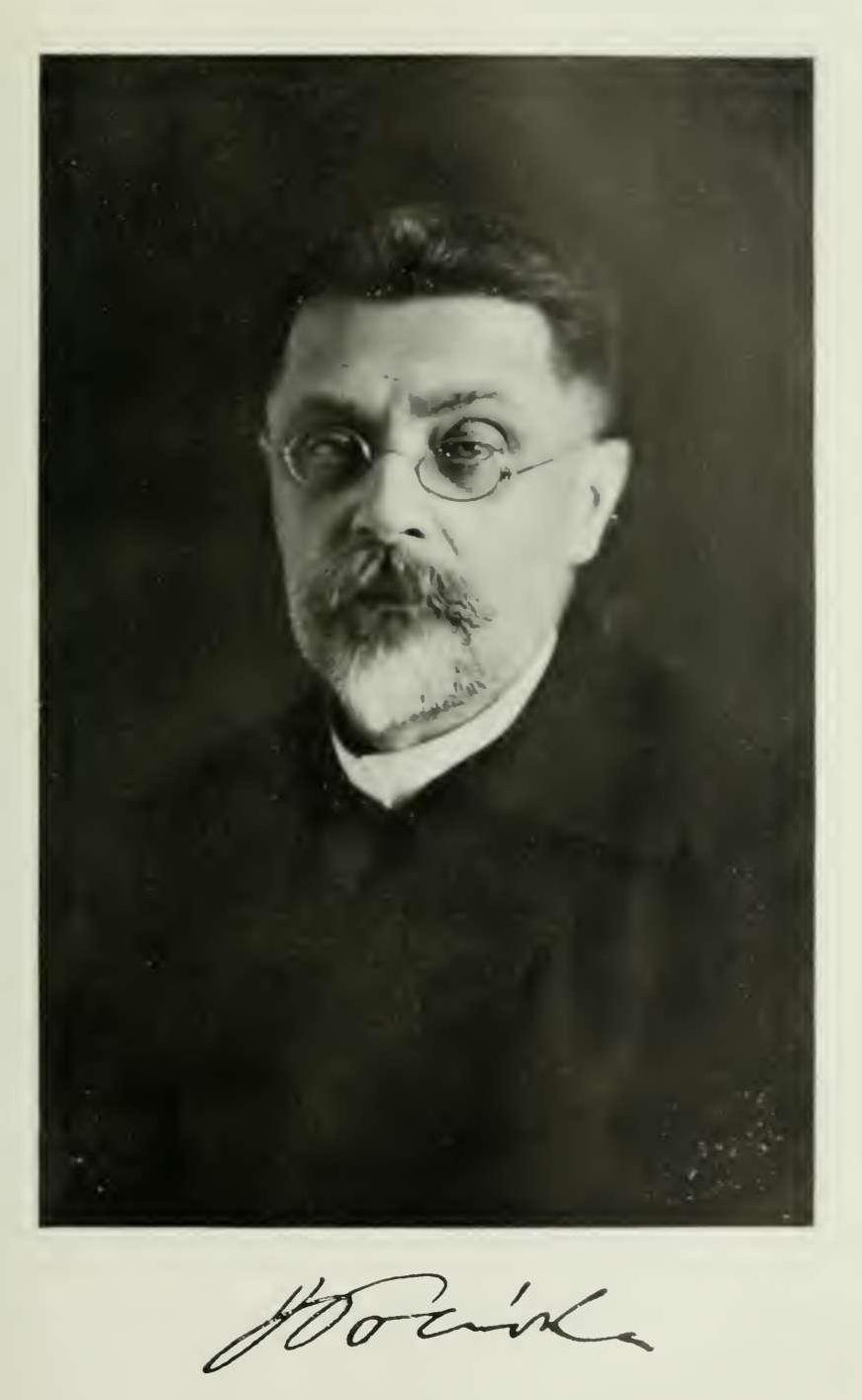
Jiří Polívka (1918)

Jiří Polívka (auch Georg; * 6. März 1858 in Enns; † 21. März 1933 in Prag) war ein tschechischer Slawist, Literaturwissenschaftler und Folklorist. Einen Teil seiner Schriften veröffentlichte er unter dem Pseudonym Bohdan Kamiński.

## Werdegang
Nachdem Polívka das 1876 deutschsprachige Neustädter Gymnasium in Prag absolviert hatte, studierte er slawische Philologie an den Universitäten in Prag und Agram (Zagreb). Sein Hauptinteresse galt zu jener Zeit mittelbulgarischen Sprachdenkmälern. Polívka promovierte 1882 an der Universität Wien, zwei Jahre später folgte – nach der Teilung der Prager Universität – seine Habilitation an der Böhmischen Universität in Prag. In der Folgezeit unternahm er diverse Studienreisen in slawische Länder. Ab 1885 lehrte er an verschiedenen Universitäten in Böhmen bzw. der Tschechoslowakei slawische Sprachen. In den beiden Jahren 1889 und 1890 stand er in Kontakt mit Pypin, Weselowski und Tichonrawow in Moskau. 1895 wurde er Inhaber des Lehrstuhls für slawische Philologie an der Prager Universität. Vom 3. März 1920 bis zum 12. Oktober 1932 war er stellvertretender Vorsitzender der tschechoslowakischen Akademie der Wissenschaften. Seit 1901 war er korrespondierendes Mitglied der Russischen Akademie der Wissenschaften und seit 1928 auswärtiges Mitglied der Königlich Niederländischen Akademie der Wissenschaften.

## Publikationen
Polívka war Autor zahlreicher Studien in diversen tschechischen, slowakischen und ausländischen Zeitschriften aus dem Bereich der Sprachwissenschaft, Geschichte der Literatur der slawischen Völker und slawischen Völkerkunde. Er war der Begründer und ein Redakteur des Národopisný věstník československý [Tschechoslowakisches Völkerkundeblatt] und ein Redakteur des Věstník slovanské filologie a starožitností [Blatt der slawischen Philologie und Altertümer].
Zu seinen Werken zählen auch:
- Zusammen mit Johannes Bolte: Anmerkungen zu den Kinder- und Hausmärchen der Brüder Grimm. 5 Bände. Leipzig 1913–1932 (Nachdruck 1963 Hildesheim).
- Súpis slovenských rozprávok I–V [Verzeichnis slowakischer Märchen]. Martin 1923–1932 (es handelt sich um die größte wissenschaftliche Ausgabe slowakischer Märchen)